# Trójka Live! (album Voo Voo)
Trójka Live! – album koncertowy zespołu Voo Voo wydany w 21 listopada 2007 roku jako dodatek do dziennika „Rzeczpospolita” z zapisem koncertu, który się odbył 4 marca 2004 w studio III Programu Polskiego Radia. Okładkę albumu stanowi ecopack. 

## Lista utworów
1. "Ćma"
2. "Turczyński"
3. "Moja broń"
4. "Zejdź ze mnie"
5. "Odpływ"
6. "Nim stanie się tak..."
7. "Bo Bóg dokopie nam"
8. "Klucz"
9. "Tupot"
10. "Konstytucje"
11. "Flota Zjednoczonych Sił"
12. "Nabroiło się"

## Wykonawcy
- Wojciech Waglewski – gitara, śpiew
- Karim Martusewicz – kontrabas eklektyczny
- Mateusz Pospieszalski – saksofony, akordeon, śpiew
- Piotr Żyżelewicz – perkusja